# محمد جیوا زین‌العادلین دوم
پادوکا سری سلطان محمد جیوا زین‌العادلین معظم شاه دوم ابن المرحوم سلطان عبدالله معظم شاه (که از او با اسم سلطان محمد جیوا زین‌العادلین معظم شاه هم نام برده می‌شد؛ ۱۶۹۹ – ۲۳ سپتامبر ۱۷۷۸ (سن ۷۸–۷۹)) نوزدهمین سلطان کداح بود. دوران حکمرانی او سال ۱۷۲۳/۱۷۱۰ تا ۱۷۷۸ بود و بیشتر با عنوان موسس الور ستار معروف است و بسیاری از بناهای تاریخی و فرهنگی کنونی در شهر به دوران زمامداری او مربوط می‌شود.
او به منظور سفر زیارتی به استان جامبی، شهر پالم‌بانگ سوماترا رفت که در آنجا با معلم دینی شیخ عبدالجلیل ملاقات کرد و سپس به همراه او به جاوه و هند سفر کرد.
شهر الور ستار در سال ۱۷۳۵ توسط سلطان محمد جیوا ایجاد گردید که از زمان استقرار سلطان‌نشین کداح، هشتمین مرکز زمامداری کداح تلقی می‌شود. مراکز زمامداری قبلی در کوتا بوکیت مریام، کوتا سونگای آماس، کوتا سیپوتی، کوتا ناگا، کوتا سنا، کوتا ایندیرا کایانگان و کوتا بوکیت پینانگ قرار داشتند.
در پی ساخت شهر، سلطان محمد جیوا مبادرت به ساخت کاخ خود کرد که به نام ایستانا کوتا ستار معروف بود.